# 1265
Năm 1265 là một năm trong lịch Julius.

## Sinh
- 14 tháng 5 hoặc 13 tháng 6,Dante Alighieri là một nhà thơ, nhà thần học người Ý